# Liste d'élections en 1996
Chronologie des élections
- 1992
- 1993
- 1994
- 1995
- 1996
- 1997
- 1998
- 1999
- 2000

Cette liste recense les élections organisées durant l'année 1996. Elle inclut les élections législatives et présidentielles nationales dans les États souverains, ainsi que les référendums.

## Par mois

### Janvier
| Date          | Pays  | Élections         | Contexte | Résultats |
| ------------- | ----- | ----------------- | -------- | --- |
| 25-25 janvier | Tonga | Législatives (en) |          | Les forces à l'Assemblée législative restent stable, les candidats favorables à des réformes démocratiques dans le pays restent majoritaires avec 6 sièges sur les 9 élus au suffrage universel. |

### Février
| Date       | Pays     | Élections      | Contexte | Résultats |
| ---------- | -------- | -------------- | -------- | --- |
| 18 février | Cap-Vert | Présidentielle |          | En l'absence d'autre candidat, le président sortant António Mascarenhas Monteiro (Mouvement pour la démocratie : centre droit, libéral) est réélu avec 92,1 % des voix. |

### Mars
| Date    | Pays    | Élections      | Contexte                                                                            | Résultats |
| ------- | ------- | -------------- | ----------------------------------------------------------------------------------- | --- |
| 3 mars  | Bénin   | Présidentielle | 1er tour.                                                                           | Le président sortant Nicéphore Soglo (Renaissance du Bénin) arrive en tête du premier tour avec 35,7 % des voix. Il affronte Mathieu Kérékou (Front d'action pour le renouveau et le développement), président du pays de 1972 à 1991 et arrivé deuxième avec 33,9 %, lors d'un second tour organisé le 18 mars. |
| 6 mars  | Comores | Présidentielle | 1er tour. Organisé uniquement à Grande Comore en raison d'une présidence tournante. | Mohamed Taki Abdoulkarim (Union nationale pour la démocratie aux Comores) arrive en tête du premier tour avec 21,3 % des voix. Il affronte Abbas Djoussouf (Mouvement pour la démocratie et le progrès) arrivé deuxième avec 15,7 %, lors d'un second tour au niveau national le 16 mars.                        |
| 16 mars | Comores | Présidentielle | 2d tour.                                                                            | Mohamed Taki Abdoulkarim (Union nationale pour la démocratie aux Comores) est élu avec 64,3 % des voix face à Abbas Djoussouf (Mouvement pour la démocratie et le progrès ; 35,7 %). |
| 18 mars | Bénin   | Présidentielle | 2d tour                                                                             | Mathieu Kérékou (Front d'action pour le renouveau et le développement) est élu avec 52,5 % des voix face à Nicéphore Soglo (Renaissance du Bénin ; 47,5 %). Il retrouve le poste de président après l'avoir occupé de 1972 à 1991.                                                                               |

### Avril
| Date     | Pays  | Élections    | Contexte | Résultats |
| -------- | ----- | ------------ | -------- | --- |
| 25 avril | Samoa | Législatives |          | Parlement sans majorité. Le Parti pour la protection des droits de l'homme (HRPP ; centre droit, chrétien conservateur) perd d'un siège sa majorité absolue, ce recul profite aux candidats indépendants plutôt qu'à l'opposition incarné par le Parti samoan pour le développement national. Tofilau Eti Alesana (HRPP) demeure Premier ministre grâce au ralliement de députés indépendants. |

### Mai
| Date | Pays | Élections | Contexte | Résultats |
| ---- | ---- | --------- | -------- | --------- |

### Juin
| Date | Pays | Élections | Contexte | Résultats |
| ---- | ---- | --------- | -------- | --------- |

### Juillet
| Date | Pays | Élections | Contexte | Résultats |
| ---- | ---- | --------- | -------- | --------- |

### Août
| Date | Pays | Élections | Contexte | Résultats |
| ---- | ---- | --------- | -------- | --------- |

### Septembre
| Date | Pays | Élections | Contexte | Résultats |
| ---- | ---- | --------- | -------- | --------- |

### Octobre
| Date       | Pays             | Élections                           | Contexte | Résultats |
| ---------- | ---------------- | ----------------------------------- | -------- | --- |
| 12 octobre | Nouvelle-Zélande | Législatives                        |          | L'introduction d'un mode de scrutin mixte amène à un Parlement sans majorité. Le Parti national (centre-droit libéral-conservateur) remporte une majorité relative des sièges. Jim Bolger demeure Premier ministre, formant un gouvernement de coalition avec le parti Nouvelle-Zélande d'abord (centre-droit populiste) arrivé troisième. |
| 20 octobre | Nicaragua        | Présidentielle et législatives (en) |          | Arnoldo Alemán (Parti libéral constitutionnaliste, droite libéral et conservatrice) est élu président avec 51,0 % des voix face à Daniel Ortega (Front sandiniste de libération nationale, gauche sandiniste ; 37,8 %). |

### Novembre
| Date | Pays | Élections | Contexte | Résultats |
| ---- | ---- | --------- | -------- | --------- |

### Décembre
| Date | Pays | Élections | Contexte | Résultats |
| ---- | ---- | --------- | -------- | --------- |

### Amérique du Nord
- 18 novembre : Élections générales prince-édouardiennes de 1996 : le gouvernement du Parti libéral est battu par le Parti progressiste-conservateur qui forme un gouvernement majoritaire dirigé par Pat Binns.